# Геровкін Валерій Євгенович
Вале́рій Євге́нович Геро́вкін (1999—2021) — солдат Збройних сил України, учасник російсько-української війни.

## З життєпису
Народився 1999 року в місті Краматорськ, здобув середню спеціальну освіту.
До лав Збройних Сил вступив у вересні 2020 року, псевдо «Гера».
1 грудня 2021 року увечері на позиціях поблизу Новотроїцького біля спостережного посту російсько-окупаційні війська почали обстріл. Валерій Геровкін повинен був із гранатомета «втихомирити» терористів; він разом зі ще двома товаришами прийшли на позицію, проте ворожий снайпер встиг вистрілити першим. Валерія намагався врятувати побратим з позивним «Матрос», який був біля нього, проте смерть настала миттєво
4 грудня 2021 року з Валерієм попрощалися в Краматорську.
Без сина лишилися мати Ганна і батько Євген.

## Нагороди
- Указом Президента України № 25/2022 від 21 січня 2022 року «за особисту мужність і самовіддані дії, виявлені у захисті державного суверенітету та територіальної цілісності України» — нагороджений орденом  «За мужність» III ступеня (посмертно)[4].